# Algarve (VR)
Pour les articles homonymes, voir Algarve (homonymie).
L'algarve fait partie des vinhos regionais (VR) portugais.

## Géographie
Son terroir viticole recouvre celui de la région de l'Algarve. Ce vignoble est situé sur la côte sud du Portugal, région touristique, et ses vins sont très peu exportés.

## Encépagement
L'encépagement est à base d'Arinto, Baga, Castelão, Fernão Pires, Rabo de Ovelha, Tinta amarela, Trincadeira das Pratas, Ugni blanc et Vital.

## Autres vins de l'Algarve
Outre ses vinhos regionais (VR), l'Algarve possède quatre grandes régions d'appellation : Lagos, Portimão, Lagoa et Tavira.